# جاك كارتييه (صائغ)
جاك ثيودول كارتييه (2 فبراير 1884 - 10 سبتمبر 1941) كان صائغًا فرنسيًا ومديرًا تنفيذيًا لشركة مجوهرات كارتييه

## النشأة
ولد كارتييه في 2 فبراير 1884 في باريس. كان واحدًا من ثلاثة أبناء لألفريد كارتييه (1841-1925) وأميلي أليس (ني غريفيل) كارتييه (1853-1914). شقيقاه هما بيير كارتييه ولويس كارتييه. كان جده، لويس فرانسوا كارتييه، قد تولى إدارة ورشة المجوهرات لمعلمه، أدولف بيكار، في عام 1847، وبذلك أسس شركة المجوهرات الشهيرة كارتييه.

## المهنة
عمل جاك مع شقيقيه الأكبر سناً لابتكار الاسم التجاري المشهور عالمياً «كارتييه» في المجوهرات والساعات. بينما افتتح جاك وأدار المتجر في لندن، كان بيير يدير المتجر في مدينة نيويورك. تولى جاك مسؤولية عملية كارتييه في لندن عام 1909 وانتقل في النهاية إلى الموقع الحالي في 175 شارع نيو بوند. في غضون ذلك، كان لويس هو المصمم الذي ابتكر أسلوب كارتييه المعروف اليوم.
انقسم الإخوة وانتصروا. كان كارتييه محظوظًا جدًا في الحصول على توصية الأميرة ماتيلد، ابنة عم نابليون الثالث، مما ساهم في تعزيز الأعمال. في أوائل القرن العشرين، «أصبحت كارتييه صائغة مجوهرات لعائلة روكفلر، وفاندربلتس، وفوردز، ومورجان، والملك إدوارد السابع، وملك ألبانيا زوغ، والملك شولالونغكورن من سيام، الذي اشترى في عام 1907 وحده، وفقًا لكاتب سيرة كارتييه هانز نادلهوفر، أساور كارتييه بقيمة 450 ألف دولار».
من خلال نجاحاتهما المستمرة، تزوج لويس وبيير، بينما ظل جاك منشغلًا بتلبية الاحتياجات والرغبات الملكية والرحلات إلى الخارج بحثًا عن الجمال الفريد والاستثنائي في الأحجار الكريمة. ذهب جاك إلى الخليج العربي في جزيرة البحرين للعثور على اللؤلؤة المثالية. انتقل جاك بعد ذلك إلى الهند، حاملاً مجوهرات رائعة من المهراجا المحليين إلى استوديو لندن لإعادة التصميم والتعديل لاستخدامهم الخاص. اشترى بيير وجاك معًا عددًا كبيرًا من اللآلئ والأحجار الكريمة من أمير هندي. خلق تفرد اللآلئ والأحجار إحساسًا بأن كل قطعة مجوهرات خاصة، مما ساعد في نجاح أعمالهم.
كان جاك يدير متجر لندن حتى وفاته عام 1941. توفي شقيقه لويس في العام التالي في يوليو 1942. تخلت عائلة صائغي المجوهرات كارتييه عن السيطرة على الشركة العائلية في عام 1964 بسبب وفاة بيير.